# سرتاج سینگ (ژنرال)
سپهبد سرتاج سینگ (درگذشته ۲۳ آوریل ۱۹۹۸) یک افسر ارشد در ارتش هند بود . سرتاج در سال ۱۹۴۰ به لشکر توپخانه ارتش هند بریتانیا اعزام شد و به عنوان یک متخصص توپخانه ضد تانک در سری لانکا فعالیت نمود. بعد از پایان دوره آموزشی برای خدمت به عنوان مربی ستاد تیراندازی در بریتانیا در سال ۱۹۴۷، او به عنوان نخستین مربی هندی در مدرسه توپخانه در دئولالی فعالیت نمود. سرتاج سینگ در یک ماموریت حافظ صلح سازمان ملل متحد در کنگو فعالیت نمود و در تهاجم هند و پاکستان در سال ۱۹۶۵ پیشوایی یک لشکر را عهده دار بود. سرتاج سینگ به عنوان جی او سی، سپاه ۱۵ ام در میدان جنگی غربی در طول تهاجم هند پاکستان در سال ۱۹۷۱ فعالیت نمود . بعدها در سال ۱۹۷۲ به دلیل خدمات شاخص خود به ملت نشان پادما بوشان را کسب کرد.  در هنگام بازنشستگی در سال ۱۹۷۴ افسر کل پیشوایی جنوب با درجه سپهبدی بود. 